# Darnets
Darnets är en kommun i departementet Corrèze i regionen Nouvelle-Aquitaine i de centrala delarna av Frankrike. Kommunen ligger  i kantonen Meymac som tillhör arrondissementet Ussel. År 2022 hade Darnets 309 invånare.

## Befolkningsutveckling
Antalet invånare i kommunen Darnets
Referens:INSEE